# Castello di Bolinne-Harlue
Il castello di Bolinne-Harlue (in francese château de Bolinne-Harlue) è un castello della provincia di Namur in Belgio, situato nel villaggio di Harlue, villaggio fuso con quello di Bolinne nel 1830 e incluso nel comune di Éghezée dal 1977 (Regione vallone).
Il castello, assieme alla chiesa di San Martino, il presbiterio e la fattoria, all'interno di una campagna piantumata con alberi, costituisce un sito naturale e monumentale protetto e classificato a partire dal 26 maggio 1975.

## Storia
Il castello, costruito tra la fine del XVI e il principio del XVII secolo, è l'antica sede di una signoria citata nel 1614 di proprietà della famiglia Heyenhoven.
In seguito, per alleanza, passò dapprima alla famiglia de Liedekerke nel 1664, poi alla famiglia Blankart-Hovel (1890), a L. de Hemricourt de Grunne e infine alla famiglia du Parc Locmaria.
Nel XVIII secolo furono aggiunte ulteriori dipendenze e la torre portico d'ingresso.

## Descrizione
Il castello è costituito da un maniero del XVII secolo, dotato di due torri d'angolo poste a nord e a ovest. La torre porportico quadrata di stile classico risale al 1787.
Nel cortile, un'ala di spirito classico, con cinque arcate a volta, è adibita a rimessa per le carrozze.
Il lato a nordovest del cortile è occupato dall'alloggio originario, di stile tradizionale su due livelli.
Il fabbricato principale comprende due ali, alla cui intersezione si trova una scala inserita in una torre quadrata, illuminata da piccole finestrelle, che fu costruita nella seconda metà del XVII secolo, contemporaneamente alla costruzione del corpo principale nel cortile.
La fattoria fu distrutta da un incendio nel 1797 e fu ricostruita nel corso del XVIII e del XIX secolo.
La sua colombaia e il suo porticato risalgono alla prima metà del XIX secolo.
Il presbiterio di stile del Brabante risale alla fine del XVIII secolo.

## Galleria d'immagini

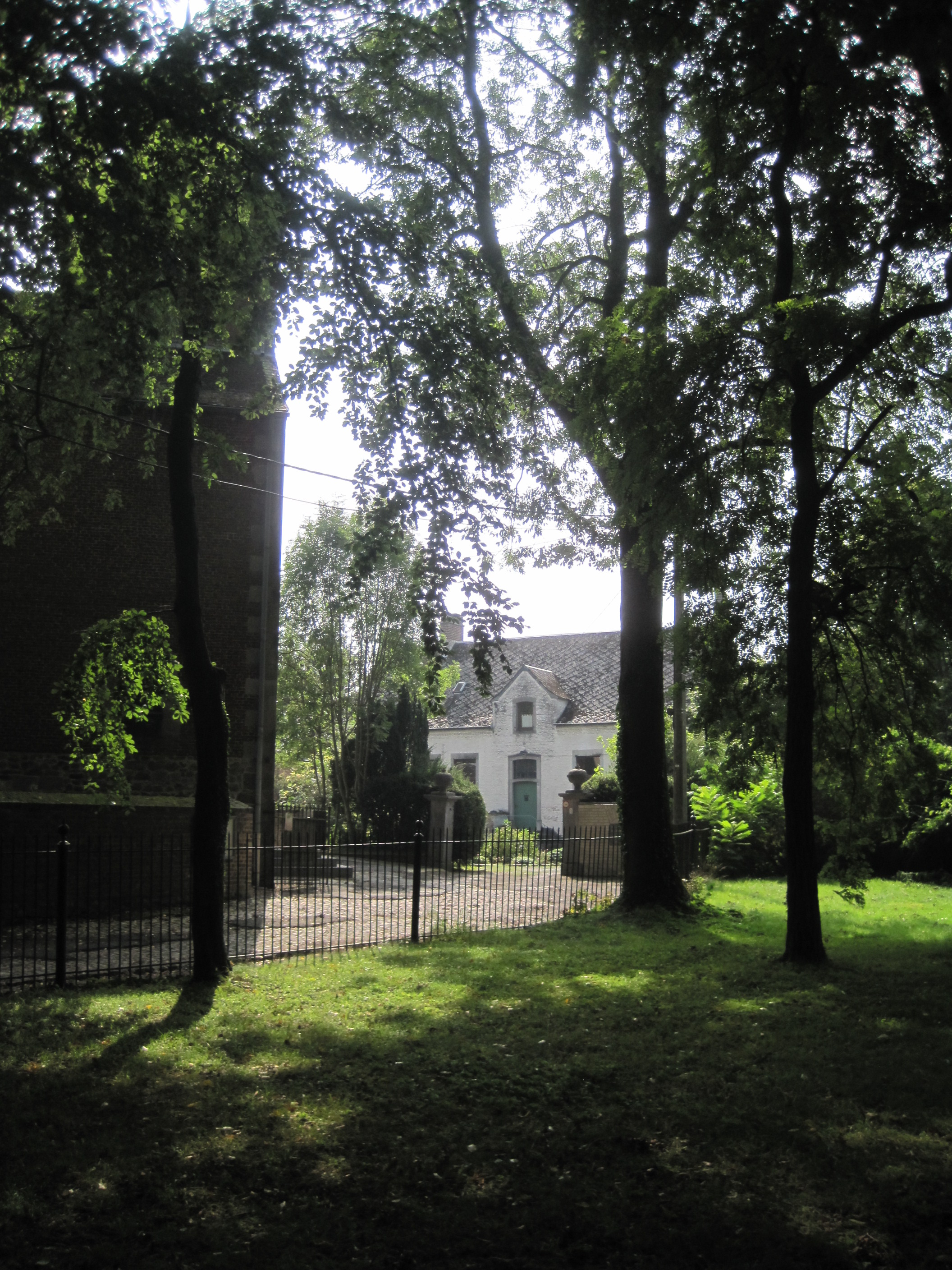
Il presbiterio
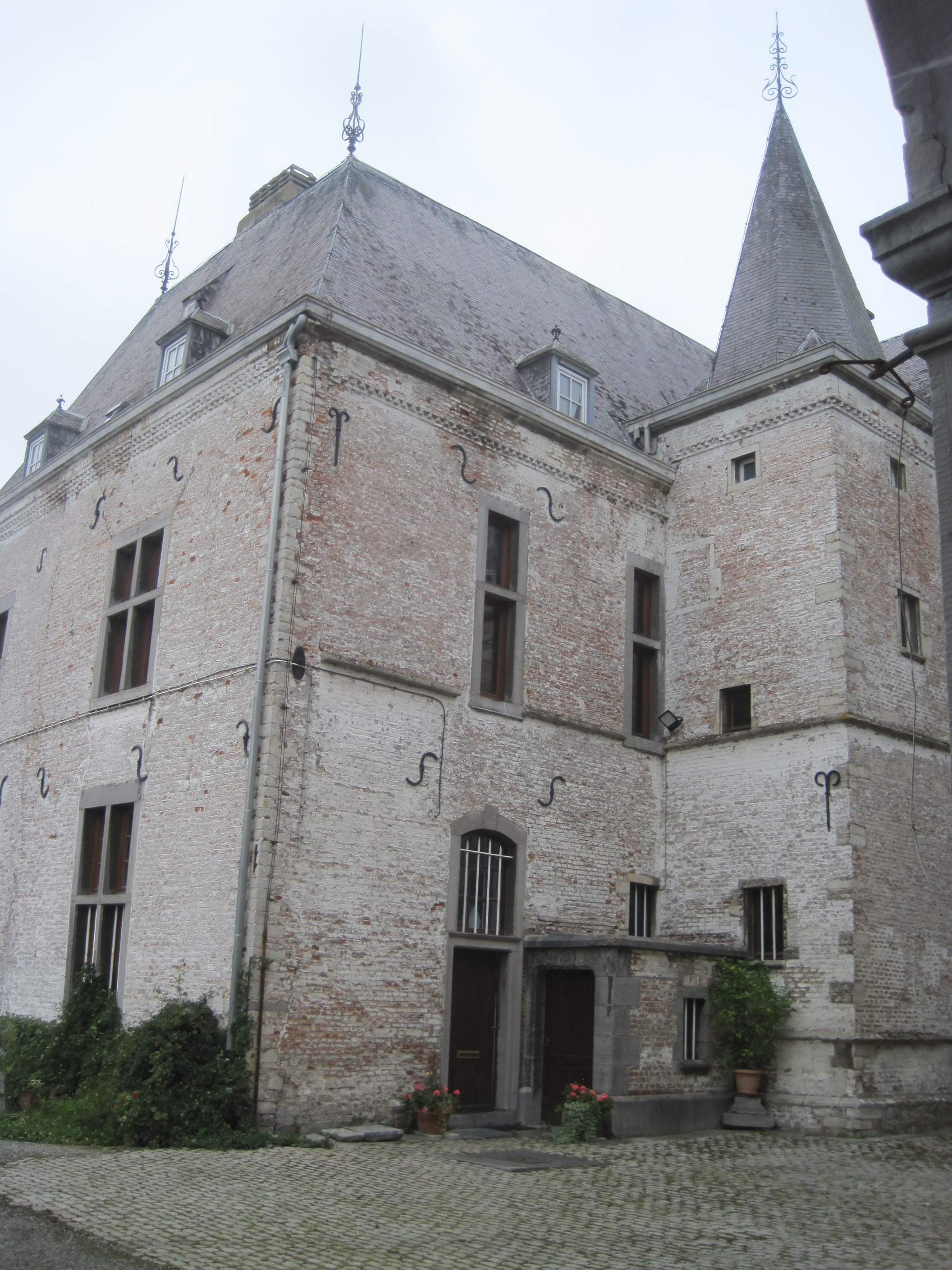
Torre quadrata nel cortile
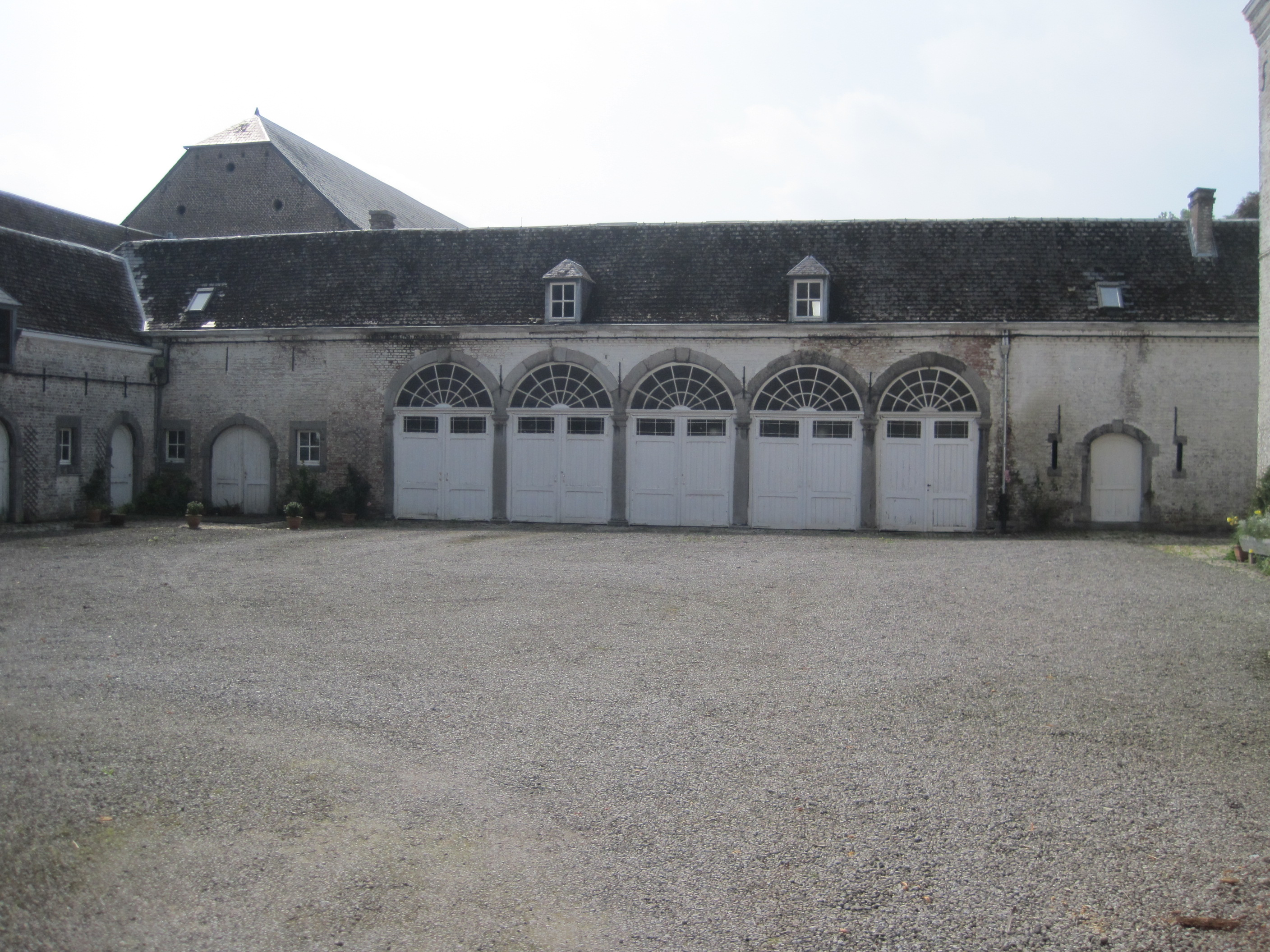
Rimessa per carrozze
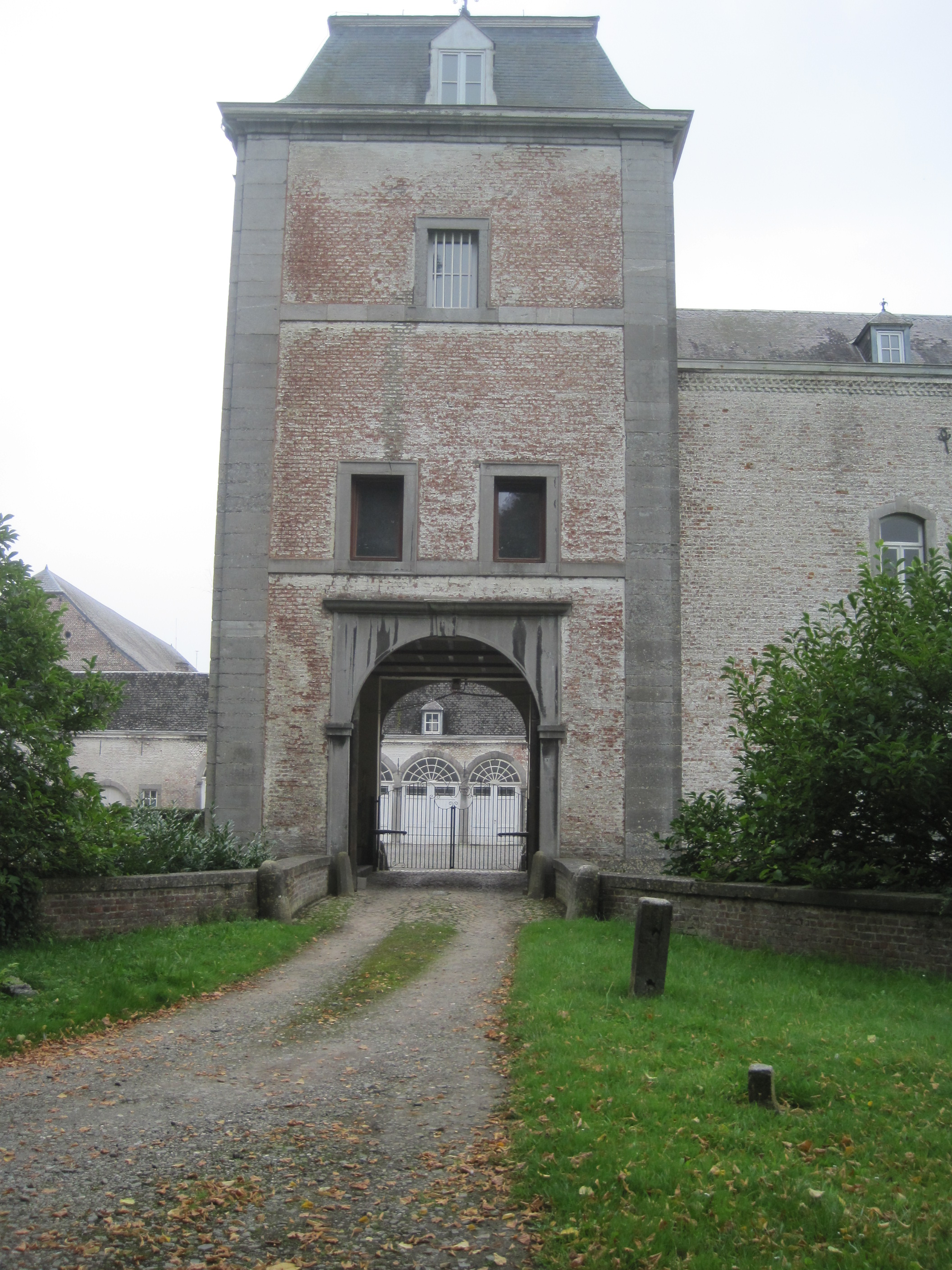
Portale principale d'accesso
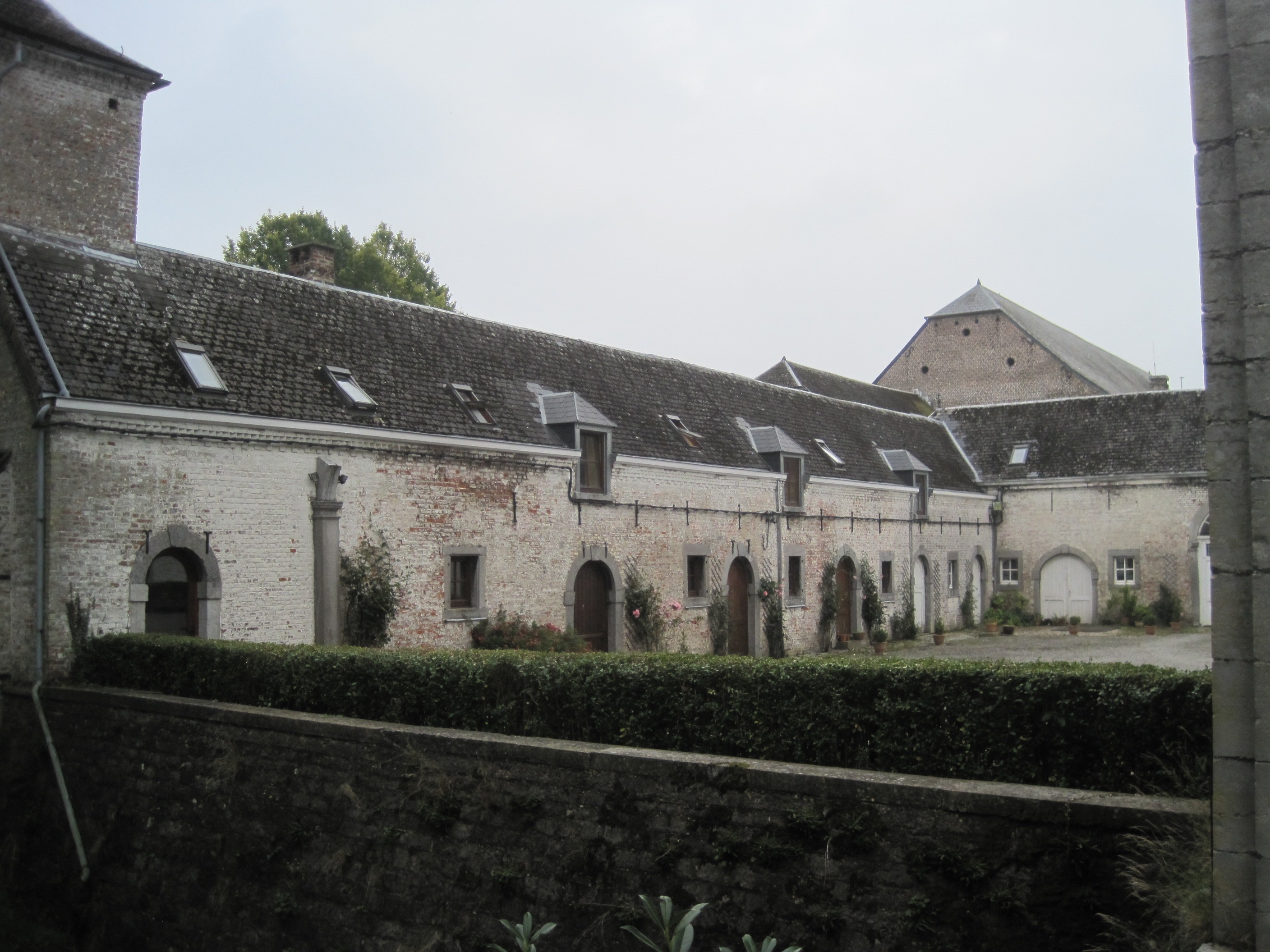
Scuderie
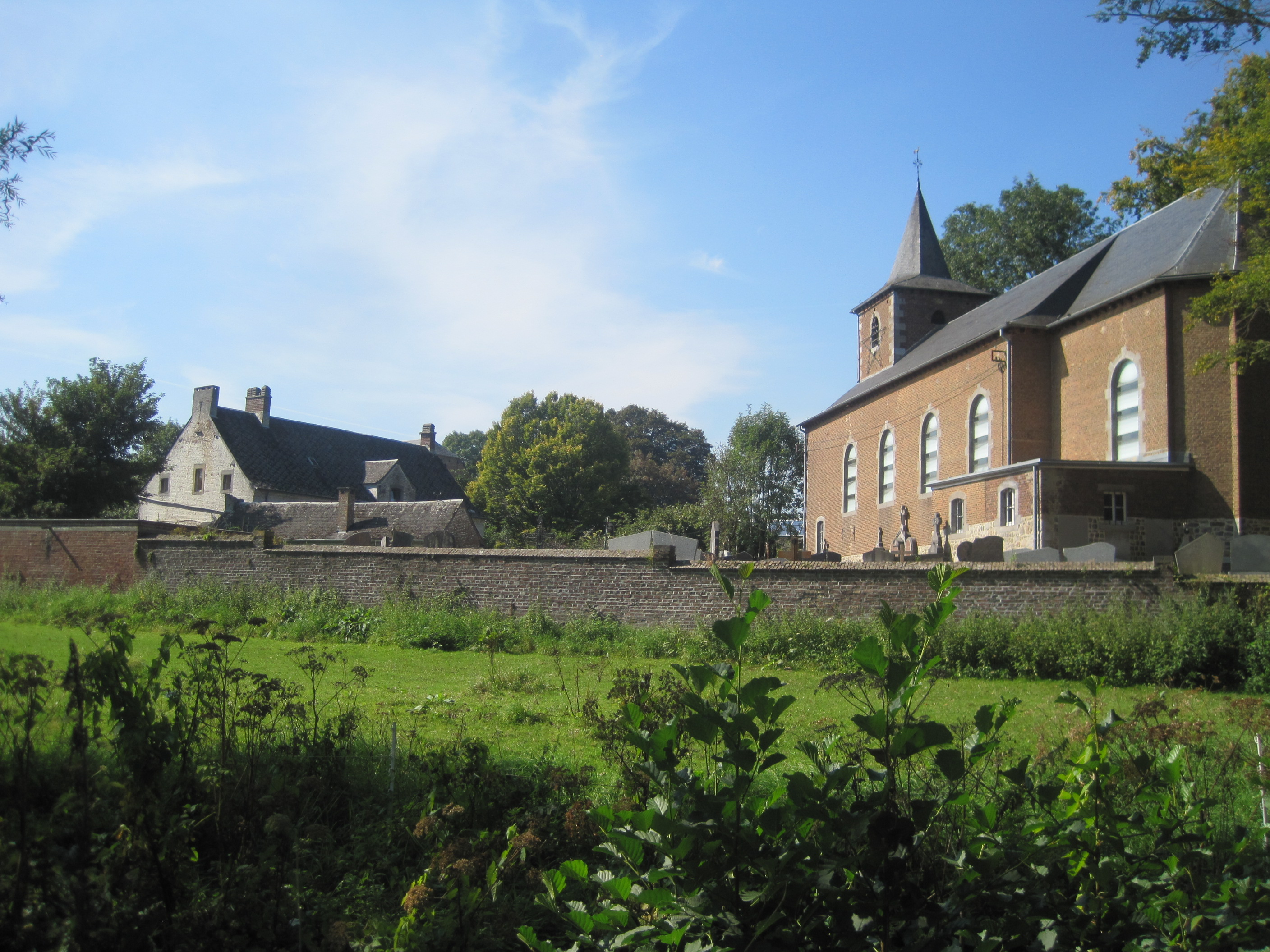
Il presbiterio e la chiesa
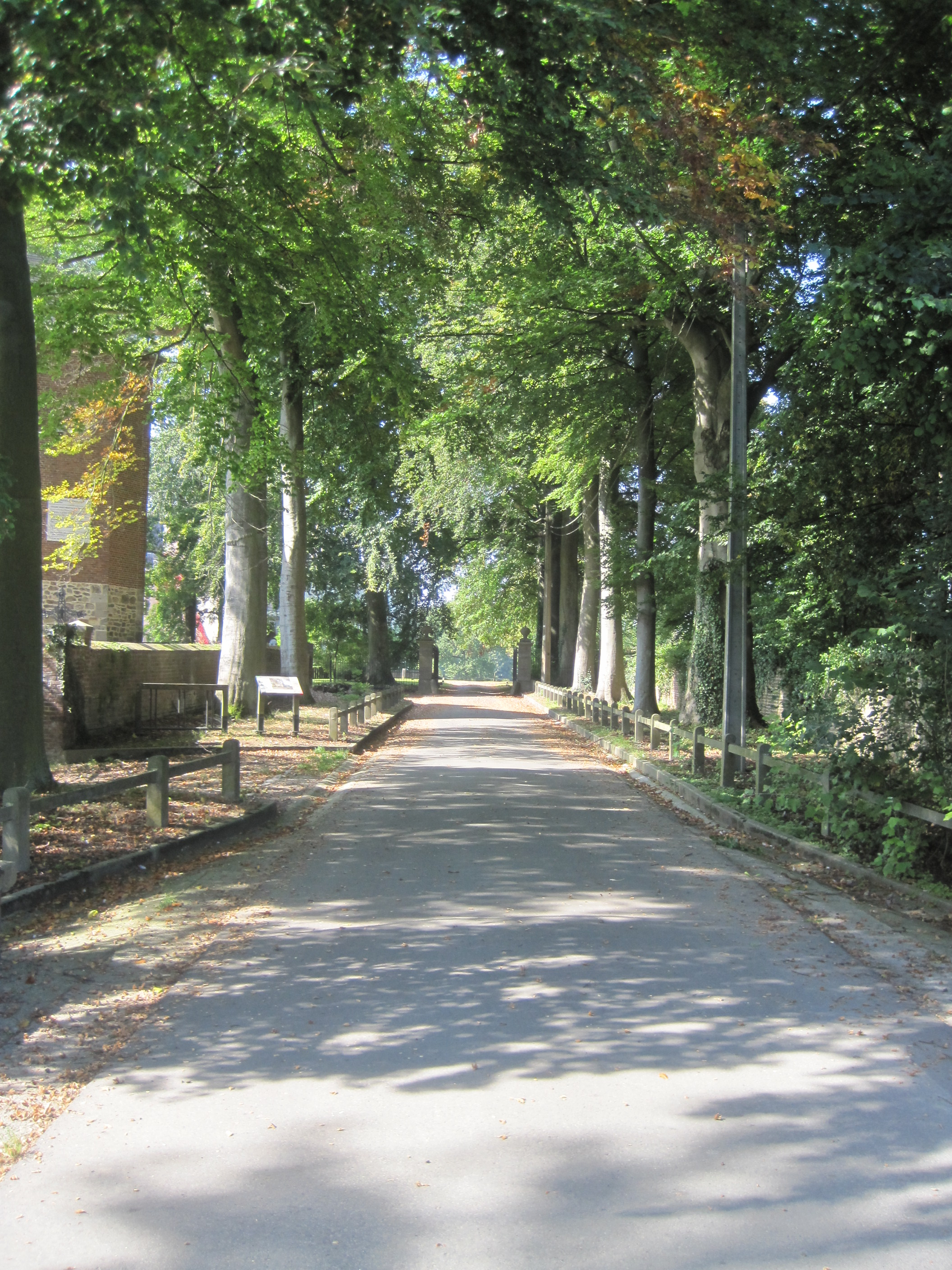
Viale di faggi verso il castello